# جمعية هونغ كونغ الطبية
جمعية هونغ كونغ الطبية (HKMA؛ الصينية: 香港醫學會)، كانت تسمى سابقًا جمعية هونغ كونغ الطبية الصينية، هي جمعية طبية مقرها في هونغ كونغ.
تأسست الجمعية في عام 1920 وهي تجمع جميع ممارسي الطب الذين يمارسون في هونغ كونغ ويخدمون شعبها. هدفها هو تعزيز رفاهية مهنة الطب وصحة الجمهور. مع العضوية الحالية التي تزيد عن 8000 عضو من جميع قطاعات الممارسة الطبية فإنها تتحدث بشكل جماعي نيابة عن أعضائها وتهدف إلى إبقاء أعضائها على اطلاع دائم بأخلاقيات الطب والقضايا حول العالم.
تفتخر الجمعية بعرض شعارها باللغة الصينية الذي يُترجم إلى "حماية صحة الناس" للنطق بالواجب المقدس للممارس الطبي في رعاية مرضاه.
لتمثيل مصالح الممارسين الطبيين في هونغ كونغ، ترشح الجمعية أعضاء لخدمة مختلف المؤسسات الطبية والقانونية وغير القانونية ذات الصلة، بما في ذلك المجلس الطبي في هونغ كونغ، ومجلس التدخين والصحة (COSH) ومجلس الصيدلة والسموم وما إلى ذلك. 